# Tamara Tichonova
Tamara Ivanovna Tichonova (-Volkova) (ryska: Тамара Ивановна Тихонова), född den 13 juni 1964, är en rysk före detta längdåkare som under sin karriär tävlade för Sovjetunionen. Hon var aktiv från 1984 till 1992.
Tichonova deltog i de olympiska vinterspelen 1988 i Calgary, där hon totalt tog tre medaljer varav två var guld. Dels individuellt på 20 kilometer och dels som en del i sovjetiska stafettlaget. I världsmästerskapen har Tichonova två guld båda i stafett och dessutom tre andra medaljer.
Tichonova har en världscupseger: 1987 vann hon 10 km i Jugoslavien.